# Катастрофа Boeing 747 під Нью-Йорком
Катастрофа Boeing 747 під Нью-Йорком — велика авіаційна катастрофа, що сталася у середу 17 липня 1996 року. Пасажирський авіалайнер Boeing 747—131 американської авіакомпанії Trans World Airlines (TWA) виконував плановий міжконтинентальний рейс TWA800 за маршрутом Нью-Йорк — Париж — Рим, але через 12 хвилин після зльоту з нью-йоркського аеропорту імені Джона Кеннеді літак вибухнув і рухнув в Атлантичний океан за 13 км від Іст Моричес (штат Нью-Йорк, США). О 20:31:50 КПС авіалайнера Boeing 737 авіакомпанії Eastwind Airlines (рейс SGR507) Девід Макклейн (англ. David McClaine) першим доповів Бостонському центру ОПР, що він бачив вибух.
Водночас багато диспетчерських пунктів у Нью-Йорку та на Лонг-Айленді отримали повідомлення про вибух від інших пілотів у цьому районі. Загинули всі 230 людей, що перебували на його борту (212 пасажирів і 18 членів екіпажу).

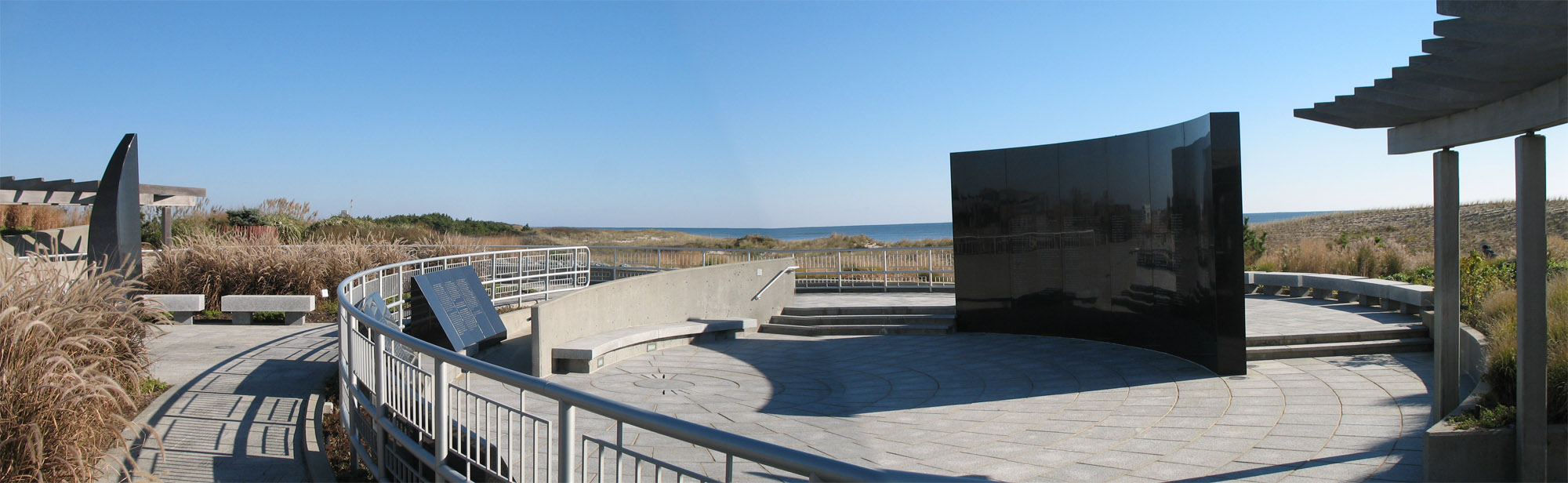
Меморіал рейсу 800

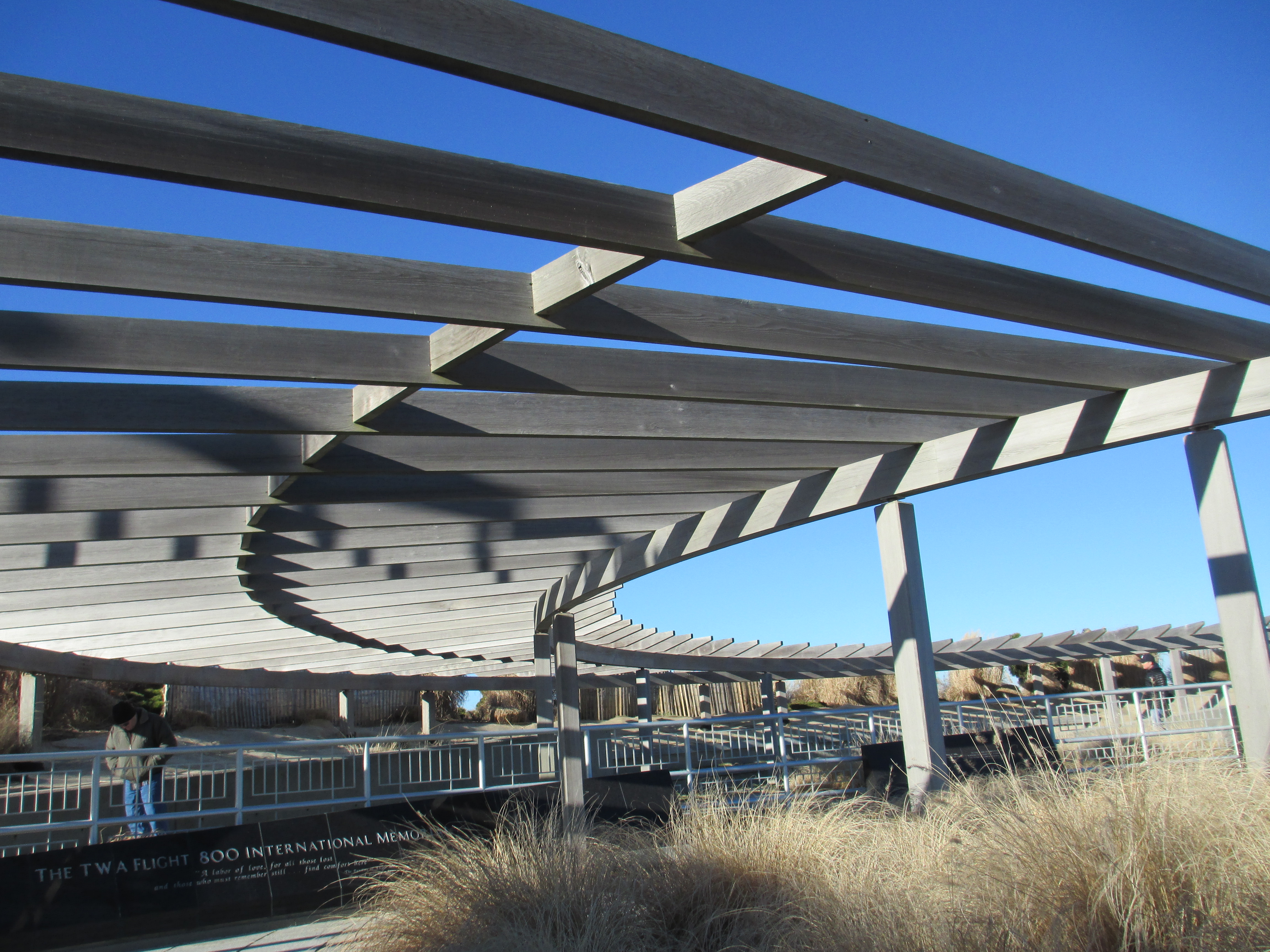
Меморіал рейсу 800

Перед тим, як слідчі Національної ради з безпеки на транспорті (NTSB) розпочали розслідування причин катастрофи, було зроблено багато припущень, що вибух є терактом або ракетною атакою; у зв'язку з цим ФБР розпочало паралельне розслідування. 18 листопада 1997 року ФБР оголосило, що жодних доказів теракту не знайдено, і NTSB продовжила розслідування самостійно.
На момент подій (1996 рік) катастрофа рейсу 800 була другою за величиною на території США після катастрофи DC-10 у Чикаго, у якій загинуло 273 людей. Зараз ця авіакатастрофа є п'ятою в США.
Досі деякі вважають, що причинами катастрофи рейсу 800 є теракт або ракетна атака. Хоча це офіційно не доказано, але деякі зі свідків бачили щось схоже на сигнальну ракету або вибух бомби, що робить цю авіакатастрофу найзагадковішою в історії авіації США.

## Літак

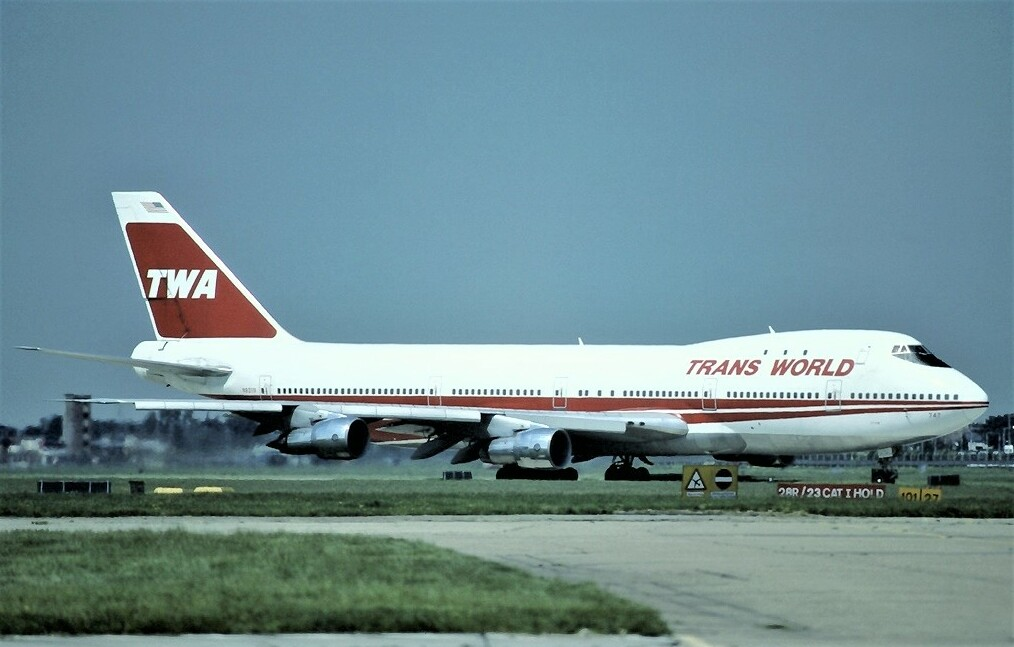
Літак, що зазнав катастрофи, за 14 років і 2 місяці до інциденту в лондонському аеропорті Гітроу (Велика Британія).

Boeing 747—131 (реєстраційний номер N93119, заводський 20083, серійний 153) був випущений у 1971 році (перший політ здійснив 18 серпня). Початковим замовником була авіакомпанія Eastern Air Lines (він був уже зареєстрований у ній під б/н N7404Q), проте незабаром вона відмовилася від 747-х, і 27 жовтня 1971 року лайнер надійшов до авіакомпанії Trans World Airlines (TWA), у якій отримав бортовий номер N93119. З 15 грудня 1975-го по 16 грудня 1976-го експлуатувався компанією-виробником Boeing (за цей час вона намагалася здати його в лізинг ВПС Ірану (борт 5-288), але ті від нього відмовилися), після чого повернувся в TWA. Оснащений чотирма двоконтурними турбовентиляторами двигунами Pratt & Whitney JT9D-7AH. На день катастрофи 24-річний авіалайнер здійснив 16 869 циклів «зліт-посадка» і налітав 93 303 години.

## Екіпаж і пасажири
На борту літака перебувало 230 осіб: 212 пасажирів десяти національностей і 18 членів екіпажу (4 пілоти і 14 бортпровідників).
Серед пасажирів були:
| Громадянство | Пасажири | Екіпаж | Всього |
| ------------ | -------- | ------ | ------ |
| США          | 152      | 17     | 170    |
| Франція      | 40       | 0      | 40     |
| Італія       | 7        | 1      | 8      |
| Португалія   | 5        | 0      | 5      |
| Норвегія     | 2        | 0      | 2      |
| Німеччина    | 1        | 0      | 1      |
| Ізраїль      | 1        | 0      | 1      |
| Іспанія      | 1        | 0      | 1      |
| Кот-д'Івуар  | 1        | 0      | 1      |
| Швеція       | 1        | 0      | 1      |
| Всього       | 212      | 18     | 230    |

## Хронологія подій
17 липня 1996 року Boeing 747—131 борт N93119 вилетів з афінського аеропорту Еллінікон (Греція) рейсом TWA881 о 5:37 і о 16:31 прибув до Нью-Йоркського аеропорту імені Джона Кеннеді. Після прибуття в аеропорт літак був дозаправлений і змінився льотний та кабінний екіпаж.
Рейс TWA800 мав вилетіти о 19:00, але був затриманий; причинами затримки стали неполадка в наземному устаткуванні та підозра у неправильному завантаженні багажу (багаж був завантажений у літак, а власника на борту літака не було). О 20:02, після усунення неполадки та підтвердження, що власник багажу на борту, лайнер розпочав рух до початку ЗПС № 22R.
Рейс TWA800 вилетів із Нью-Йорка о 20:19, зліт пройшов у штатному режимі. Незабаром рейс 800 отримав серію вказівок про набір висоти та зміну курсу в міру того, як він набирав крейсерську висоту FL150 (4572 метри). Останній сеанс зв'язку з літаком відбувся о 20:30, коли екіпаж отримав та підтвердив вказівку від Бостонського центру ОПР про набір ешелону FL150. Рейс TWA800 був у процесі набору висоти в той момент, коли о 20:31:12 обидва бортові самописці припинили запис. Водночас лайнер востаннє був зафіксований радаром Федеральної адміністрації з авіації в Тревозі (Пенсільванія).

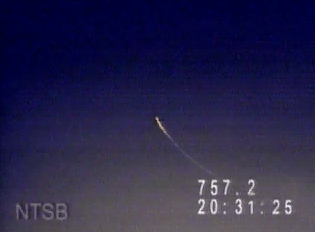
Фото палаючого в повітрі рейсу 800 (знімок був знятий одним з очевидців). (Тоді багато очевидців вирішили, що літак був підірваний)

Схема польоту рейсу 800

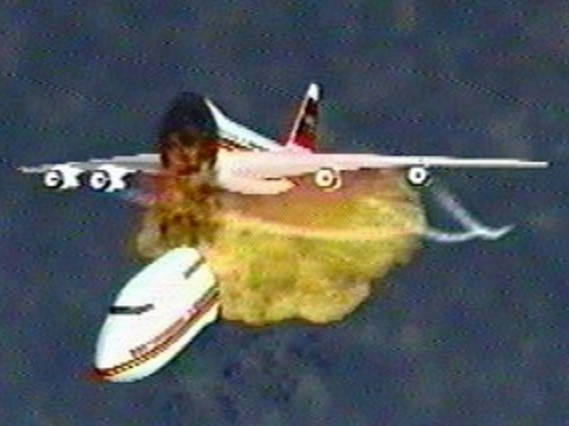
Анімація катастрофи

О 20:31:50 КПС авіалайнера Boeing 737 авіакомпанії Eastwind Airlines (рейс SGR507) Девід Макклейн (англ. David McClaine) першим доповів Бостонському центру ОПР, що він
…бачив тут вибух, попереду нас… близько 16 000 футів, або щось біля того, він просто впав униз у воду (англ. we just saw an explosion up ahead of us here… about 16,000 feet or something like that, it just went down into the water).
Водночас багато диспетчерських пунктів у Нью-Йорку та на Лонг-Айленді отримали повідомлення про вибух від інших пілотів у цьому районі. Інші свідки, які були на землі або в океані, пізніше підтвердили, що вони бачили і/або чули вибухи, що супроводжувалися хмарою полум'я над океаном, а також спостерігали уламки, що падали у воду. Приблизно третина свідків показали, що вони бачили смугу, що світиться, що рухається вгору в небо до точки, де з'явилася вогняна куля.
Окремі особи в цивільних, військових і поліцейських судах дісталися місця катастрофи і почали пошук людей через хвилини після падіння літака у воду. Тих, хто вижив, не було знайдено.
Члени сімей жертв рейсу 800, експерти, представники преси та співробітники авіакомпанії Trans World Airlines (TWA) зібралися в готелі «Ramada Inn» і в аеропорту імені Джона Кеннеді.

## Розслідування

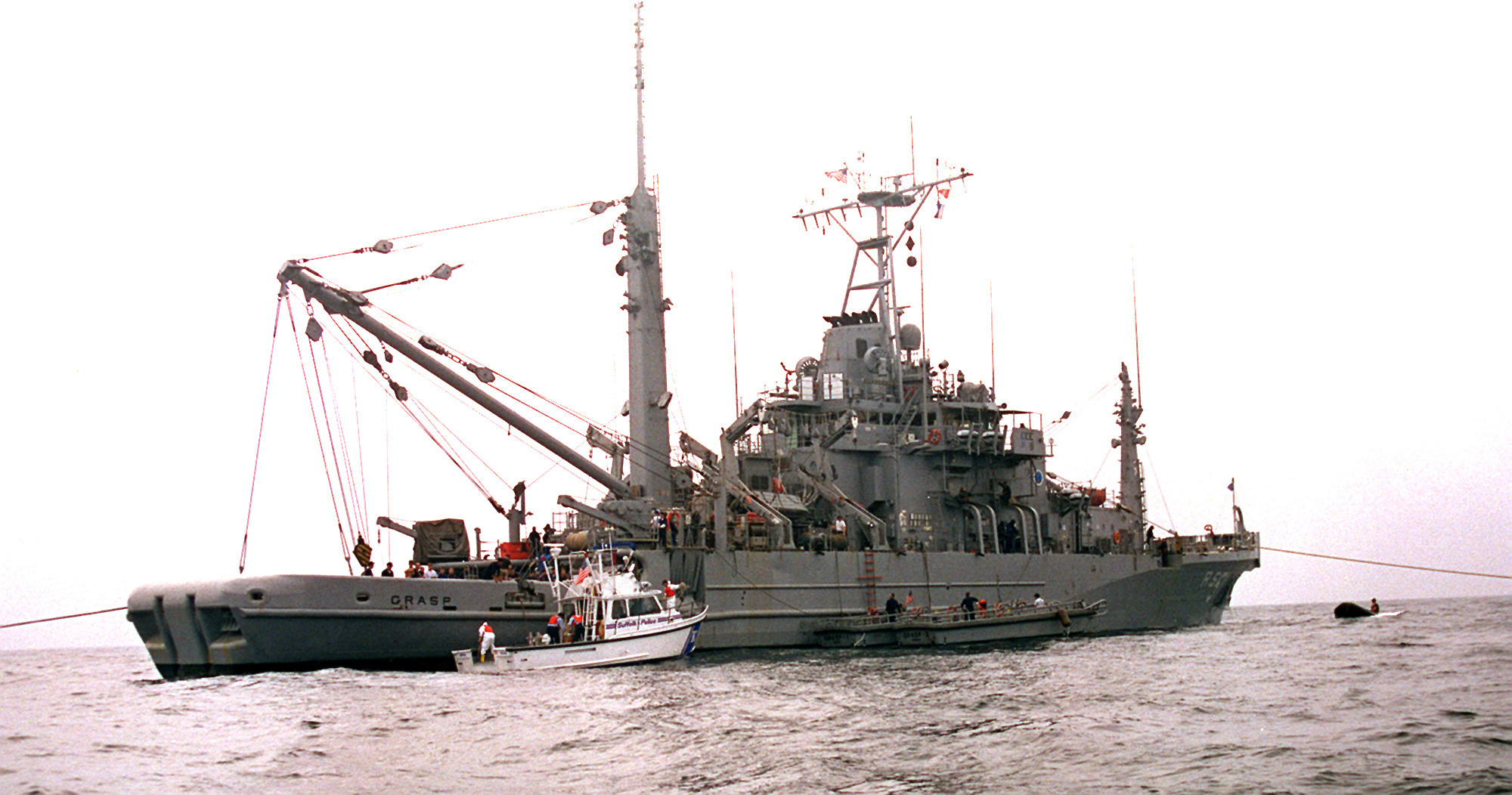
Пошукова операція

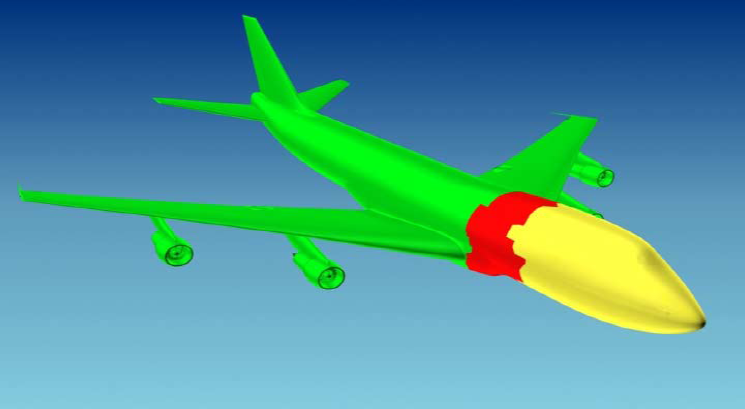
Зони уламків рейсу 800

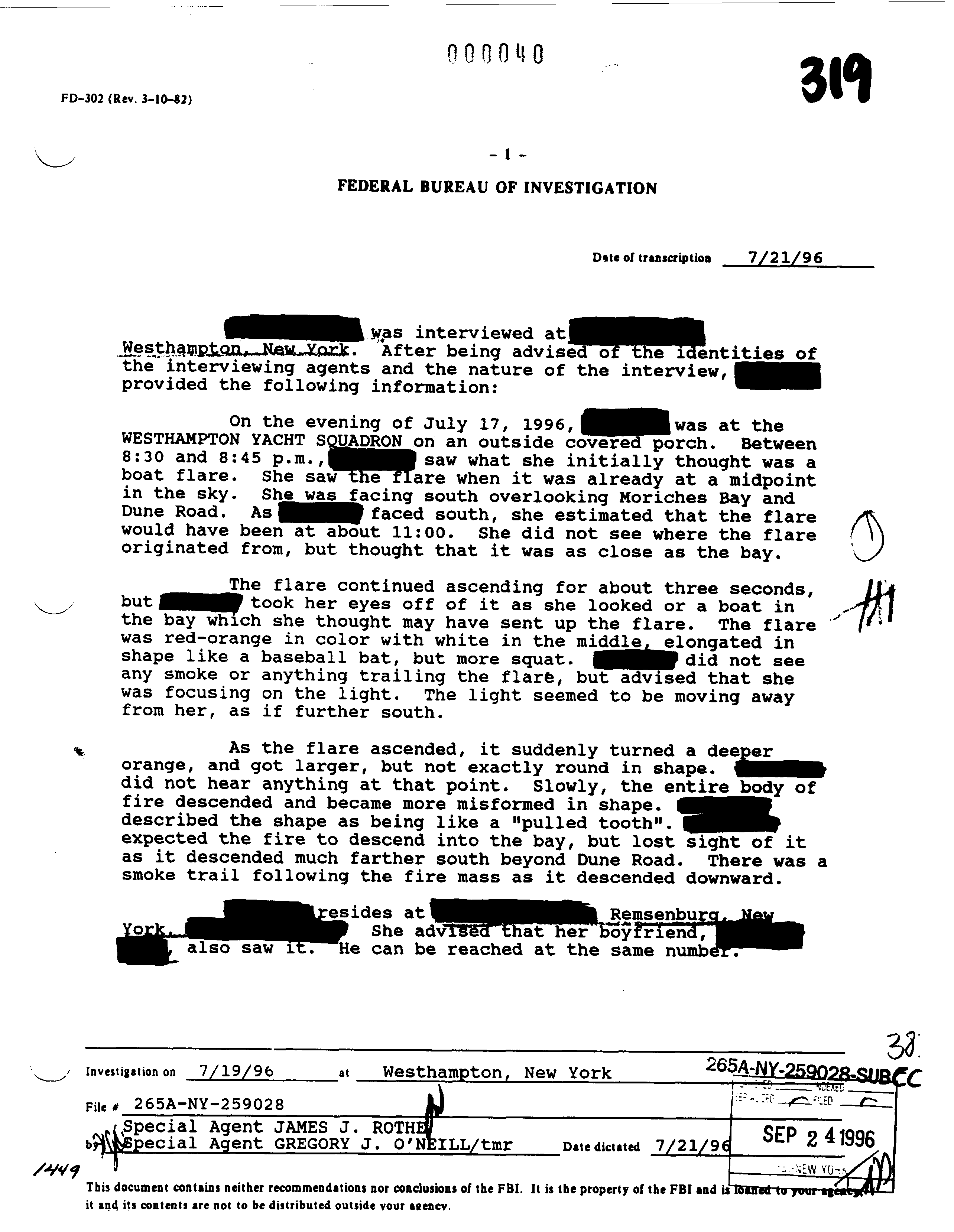
Звіт ФБР на основі показань свідка (ім'я та адреса допитуваного затемнені з метою збереження його конфіденційності).

## Культурні аспекти
- Катастрофа рейсу 800 Trans World Airlines показана у двох документальних серіалах телеканалу «National Geographic Channel» — Секунди до катастрофи (серія Рейс TWA-800) та Розслідування авіакатастроф (серія Вибухонебезпечний доказ).
- Також вона показана в американському документальному телесеріалі від «MSNBC» Чому розбиваються літаки (англ. Why Planes Crash) у серії Смертоносні дефекти (англ. Fatal Flaws).
- На основі цієї авіакатастрофи було знято фільм «Пункт призначення»; також у ньому були показані зйомки телеканалу CNN з місця катастрофи.
- Катастрофа фігурує у романі Януша Вишневського «Самотність у мережі».
- Також вона згадується у книзі І. А. Муромова «100 великих авіакатастроф» у розділі Літак «Боїнг-747» вибухнув над Атлантикою.